# Senik, Brda
Senik este o localitate din comuna Brda, Slovenia, cu o populație de 38 de locuitori.